# Верхотурский Николаевский монастырь
Верхотурский Николаевский монастырь — мужской монастырь Екатеринбургской епархии Русской православной церкви в городе Верхотурье Свердловской области.

## История
- Основан в 1604 году иеромонахом Ионою из Пошехонья, который был ранее священником.
- 12 сентября 1704 года с позволения митрополита Филофея (Лещинского) мощи Святого Симеона из Меркушино были перенесены в Николаевский монастырь. В придельном храме Николаевской церкви почивают нетленно мощи праведного Симеона Верхотурского, в серебряной раке, устроенной в 1864 году.
- В 1716 году весь монастырь, со всеми храмами, был истреблен пожаром, но мощи праведного Симеона остались невредимы. При монастыре до революции 1917 года действовала двухклассная школа и богадельня[1].

В Свято-Николаевском монастыре находятся мощи Симеона Верхотурского, что привлекало в него паломников как в прошлом, так и в настоящее время. Территория монастыря огромна, гораздо больше московского кремля. Монастырь стоит на холме между ручьями Калачик и Свияга, один из которых также отделяет его от кремля.
Известно имя иеромонаха Венедикта, служившего в монастыре на 1913—1916 годы. У него была личная печать.
В начале XX века Николаевский монастырь, во многом благодаря Г. Распутину, поддерживал близкие отношения с семьей императора Николая II. Велась активная переписка, в монастырь ожидался приезд царской семьи, для чего специально был построен Дом для приёма почетных гостей. К 300-летию династии в обители был выстроен один из крупнейших в России соборов. Во время освящения Крестовоздвиженского собора на настоятеле были облачения, сшитые из коронационного платья Александры Федоровны и собственноручно ею вышитые. Монастырю от царской семьи преподносились и другие подарки. Самый большой — небывалой красоты сень над ракой Симеона Верхотурского, установленная в Крестовоздвиженском соборе в мае 1914 года .
- В 1924 году монастырь был закрыт советскими властями, его помещения использовались под колонию для несовершеннолетних. В советское время в монастыре находилась колония малолетних преступников;
- В 1990 году монастырь возвращён Русской православной церкви. Николаевский монастырь был возобновлен, началось восстановление его построек.

Главная церковь монастыря — Николаевская — не пережила эти времена, но в монастыре сохранились ещё три (все действующие), а также монастырская ограда с башнями (вторая половина XIX века). Вход в монастырь (внутрь ограды) женщинам разрешен только в юбке и платке.

## Крестовоздвиженский собор
Эклектичный собор Воздвижения Креста Господня (1905—1913 годы, архитектор Александр Турчевич) — третий по объёму храм в России, уступающий только храму Христа Спасителя в Москве и Исаакиевскому собору в Петербурге. На его открытие в 1913 году в честь празднования трёхсотлетия дома Романовых ожидали Николая Второго, который не смог приехать. Внутри собора находятся целых три уникальных фаянсовых иконостаса, которые были уничтожены при советской власти и восстановлены в 1998 году к 400-летию города Верхотурье. В соборе покоятся мощи святого Симеона Верхотурского. Построен в русско-византийском стиле. Главный храм в честь Воздвижения Креста Господня, освящен 11 сентября 1913 года. Левый придел во имя прав. Симеона Верхотурского, освящен 27 мая 1914 года. Правый придел в честь Успения Пресвятой Богородицы, освящен 10 сентября 1916 года.

## Преображенская и Симеоно-Аннинская надвратная церкви
На территории Николаевского монастыря находятся также Спасо-Преображенская церковь (1821) в стиле классицизм с колокольней, разрушенная в 1930-х годах и восстановленная в 1998 году, и Симеоно-Аннинская надвратная церковь (1856) в традициях древнерусской архитектуры (архитектор Александр Комаров). Сохранились и другие монастырские здания, среди них братский корпус и настоятельский корпус, в котором располагается православный музей.

## Дом для приёма почётных гостей
Вне стен, на берегу пруда Калачика, находится построенный в 1913 году к ожидаемому приезду императора Николая II деревянный дом для приёма почётных гостей (архитектор — предположительно Владимир Покровский), напоминающий древнерусский терем.
В нём до 2008 года располагалась экспозиция Верхотурского историко-архитектурного музея-заповедника. Здание стояло под охранно-пожарной сигнализацией в ожидании ремонтно-реставрационных работ. Дом сильно пострадал при пожаре, произошедшем вечером 11 ноября 2010 года. Предполагалось, что его восстановление будет завершено к празднованию 400-летия Дома Романовых в 2013 году (по другим сведениям — к 2014 году).

## Наместники
- архимандрит Парфений (Гуриновский) (1804 — май 1807)
- игумен Иероним (Кирилов) (1813—1818)[4]
- архимандрит Гавриил (Любомудров) (1854 — 27 января 1880)
- архимандрит Григорий (1885)
- Арефа Верхотурский (июнь 1899 — 15 мая 1903)
- архимандрит Тихон (Затекин) (1990—1999)
- игумен Филипп (Ельшин) (2000—2015)
- игумен Лавр (Коротков) (22 октября 2015 — 25 июня 2016)
- иеромонах Сергий (Русин) (2016) исполняющий обязанности
- игумен Иероним (Миронов) (с 30 октября 2016)